# Mexcala formosa
Mexcala formosa är en spindelart som beskrevs av Wesolowska, Tomasiewicz 2008. Mexcala formosa ingår i släktet Mexcala och familjen hoppspindlar. Inga underarter finns listade i Catalogue of Life.